# Ustilaginomycotina
Ustilaginomycotina är en understam av basidiesvampar. 
Inom understammen finns arter som parasiterar på växter och kan orsaka växtsjukdomar, exempelvis Ustilago hordei som angriper korn och svampar som orsakar så kallad flygsot hos sädesslag. Sotsvamparna är mikroskopiskt små men det sotskikt som de framkallar hos angripna växter framträder tydligt. Sotskiket kan vara svart, svartgrått eller mörkt violett. Deras mycel är intercelluärt precis som hos rostsvamparna. På mycelet som är parkärnigt bildas sotsporer som till sin biologiska karaktär är klamydosporer. I klamydosporerna sker kärnsammansmältningen som åtföljs av reduktionsdelning. När sporen gror bildas ett promycel som liknar en basidie. I promycelet avsnörs därefter basidiosporer.